# Wadi (socken)
Wadi (kinesiska: 洼底乡, 洼底) är en socken i Kina. Den ligger i provinsen Sichuan, i den sydvästra delen av landet, omkring 150 kilometer norr om provinshuvudstaden Chengdu. Antalet invånare är 1 563. Befolkningen består av 771 kvinnor och 792 män. Barn under 15 år utgör 25,0 %, vuxna 15-64 år 66 %, och äldre över 65 år 7,0 %.
Genomsnittlig årsnederbörd är 1 209 millimeter. Den regnigaste månaden är juli, med i genomsnitt 276 mm nederbörd, och den torraste är december, med 10 mm nederbörd.